# 1999 في روسيا
فيما يلي قوائم الأحداث التي وقعت خلال عام 1999 في روسيا.

## أحداث
- 4 سبتمبر – تفجيرات الشقق الروسية

## سياسة

### تعيين في المنصب
- 1 يناير – ألكسندر كاريلين عضو مجلس الدوما.
- 27 أبريل – سيرجي ستيباشين First Deputy Prime Minister of Russia [الإنجليزية]‏،رئيس وزراء روسيا.
- 16 أغسطس – فلاديمير بوتين رئيس وزراء روسيا،القائد الأعلى للقوات المسلحة للاتحاد الروسي [الإنجليزية]‏.

### انتهاء فترة المنصب
- 12 مايو – يفكيني بريماكوف رئيس وزراء روسيا.
- 19 مايو – سيرجي ستيباشين First Deputy Prime Minister of Russia [الإنجليزية]‏،رئيس وزراء روسيا.
- 31 ديسمبر – بوريس يلتسن رئيس روسيا.

## مواليد

### أبريل
- 22 أبريل – ماريانا ناوموفا

### نوفمبر
- 19 نوفمبر – يفغينيا ميدفيديفا متزلجة فنية روسية.

### ديسمبر
- 1 ديسمبر – صوفيا زهوك لاعبة كرة مضرب روسية.

## وفيات

### مارس
- 30 مارس – إيغور نيتو (مواليد 1930) لاعب كرة قدم روسي.

### يوليو
- 27 يوليو – ألكسندر دانيلوفيتش ألكسندروف (مواليد 1912) رياضياتي روسي.

### أغسطس
- 1 أغسطس – فيكتور بوسوفاليوك (مواليد 1940) دبلوماسي روسي.
- 8 أغسطس – بآفو رينتالا (مواليد 1930)

### سبتمبر
- 5 سبتمبر – ليونيد سيدوف (مواليد 1907) رياضياتي روسي.
- 30 سبتمبر – ديمتري ليخاتشوف (مواليد 1906)

### أكتوبر
- 19 أكتوبر – ناتالي ساروتي (مواليد 1900)

### نوفمبر
- 8 نوفمبر – يوري ألكسندروف ماليشيف (مواليد 1941)

### ديسمبر
- 3 ديسمبر – بوريس كوزنيتسوف (مواليد 1928) لاعب كرة قدم روسي.